# Chatham-szigeteki viharmadár
A Chatham-szigeteki viharmadár (Pterodroma axillaris) a madarak (Aves) osztályának viharmadár-alakúak (Procellariiformes) rendjébe, ezen belül a viharmadárfélék (Procellariidae) családjába tartozó faj.

## Előfordulása
A Chatham-szigetek területén honos. A természetes élőhelye mérsékelt övi erdők és bokrosok, valamint tengerparti part menti és nyílt vizek.

## Megjelenése
Testhossza 30 centiméter. Tollazata szürke és fehér.